# Teudis tensipes
Teudis tensipes är en spindelart som först beskrevs av Eugen von Keyserling 1891.  Teudis tensipes ingår i släktet Teudis och familjen spökspindlar. Inga underarter finns listade i Catalogue of Life.